# 폭투
폭투(暴投)는 포수가 투구를 잡지 못해 주자 또는 타자가 진루 할때 투수에게 부과된다. 아무도 진루 하지 못하면 폭투로 기록 되지 않는다. 투수의 실책(Error)으로는 기록되지 않지만 폭투로 인한 실점은 자책점(Earned Run)으로 기록된다.
포수가 명백히 받을 수 있는 공임에도 불구하고 못 잡아 주자 또는 타자가 진루 할때는 폭투가 아니고 패스트 볼(Passed ball)로 기록 된다.

## 폭투의 예
- 투수가 낮은 볼을 의식한 투구를 했는데 땅에 튀어 불규칙 바운드가 성립되었을 때, 포수는 튕겨 날아가는 공의 위치를 예측하기 어렵다. 이런 규칙이 그대로 적용된다면, 포수가 미트를 준비한 곳과 전혀 다른 곳으로 공이 튀어 뒤의 파울존까지 흘러간다.
- 투수가 투구의 컨트롤에 실패하거나 높은 볼을 의식한 투구를 하면, 포수가 사인을 보낸 곳이 아닌 다른 방향으로 공이 보내진다. 포수도 높은 볼을 예상할 수 있지만, 높은 볼을 투수가 너무 의식하다보면 볼 컨트롤에 실패하면서 포수가 받을 수 없는 너무 높은 볼이 제구된다. 포수는 이러한 공을 받지 못하면서 포수 뒤까지 볼이 가 버린다.

## 폭투가 일어난 후
- 만일 폭투가 일어날 때 주자가 있었다면 그 주자들은 다음 베이스로 진루가 가능하다. 포수가 뒤로 빠진 공을 다시 주워 송구하기 전까진 얼마든지 진루가 가능하기 때문에, 주자가 득점권에 있거나 주자 만루의 상황에서 폭투가 발생하면 의외의 찬스로 경기가 뒤집어지기도 한다. 주자가 둘 이상일 때 빠진 볼의 위치를 포수가 찾지 못하는 경우 두 명 이상 득점하는 상황도 발생한다.
- 만일 주자가 1루에 없을 때 또는 2사(투 아웃) 일 때 볼카운트 투 스트라이크에서 헛스윙 삼진이 되면서 폭투가 날 경우에 스트라이크아웃 낫아웃 상황이 된다. 이런 경우 한 이닝 4탈삼진도 가능하다.

## 같이 보기
- 악송구
- 패스트 볼 (실책)